# جنگل‌های کوهستانی تالامانکان
جنگل‌های کوهستانی تالامانکان (به لاتین: Talamancan montane forests) یک منطقهٔ مسکونی و جنگل در کاستاریکا است.